# Opogona molybdis
Opogona molybdis är en fjärilsart som beskrevs av Edward Meyrick 1915. Opogona molybdis ingår i släktet Opogona och familjen äkta malar. Inga underarter finns listade i Catalogue of Life.